# Вилхелм фон Грумбах
Вилхелм фон Грумбах (на немски: Wilhelm von Grumbach; * 1 юни 1503 в Римпар при Вюрцбург; † 18 април 1567 в Гота) е рицар и авантюрист, предводител на въстанието на имперските рицарства против князете и императора.
Произлиза от старата благородническа фамилия Грумбах. Принадлежат му множество имоти около Вюрцбург и двореца Грумбах в Римпар.
Той е син на Конрад фон Грумбах и съпругата му от Швайгерн. Възпитаван е в двора на княз-епископа на Вюрцбург, Лоренц фон Бибра. Няколко години е в двора на маркграф Казимир фон Бранденбург-Кулмбах в Байройт, за когото се бие през 1524 и 1525 г. в немската селска война.
През 1540 г. се сприятелява и служи на Албрехт II Алкибиадес фон Бранденбург-Кулмбах. През 1552 г. е щатхалтер на Гебюрг.
Като рицар той е васал на княз-епископите на Вюрцбург, а епископ Конрад III фон Бибра (1540 – 1544) го издига на дворцов маршал.
През 1563 г. той се бие против Вюрцбург и на 6 ноември 1563 г. е осъден от император Фердинанд I и през 1564 г. - от император Максимилиан II.
Грумбах, канцлер Христиан Брюк и Вилхелм фон Щайн са разчекнати на 18 април 1567 г. на пазарния площад в Гота.